# NGC 9
NGC 9 és una galàxia espiral a la constel·lació de l'Pegàs.